# دویچه باندزپست
دویچه بوندس‌پست (انگلیسی: Deutsche Bundespost) شرکت پست آلمانی است، که در سال ۱۹۴۷ با نام دویچه پست تاسیس و سپس در ۱۹۵۰ به دویچه بوندس‌پست تغییر نام داد. این شرکت ادامه دهنده رایش‌پست پس از پایان جنگ جهانی دوم و حکومت نازی‌ها بر آلمان است.